# Eunidia obliquevittata
Eunidia obliquevittata är en skalbaggsart som beskrevs av Stefan von Breuning 1940. Eunidia obliquevittata ingår i släktet Eunidia och familjen långhorningar. Inga underarter finns listade i Catalogue of Life.